# Paralimnophila rieki
Paralimnophila rieki är en tvåvingeart som beskrevs av Günther Theischinger 1996. Paralimnophila rieki ingår i släktet Paralimnophila och familjen småharkrankar. Inga underarter finns listade i Catalogue of Life.